# Tren-tierra

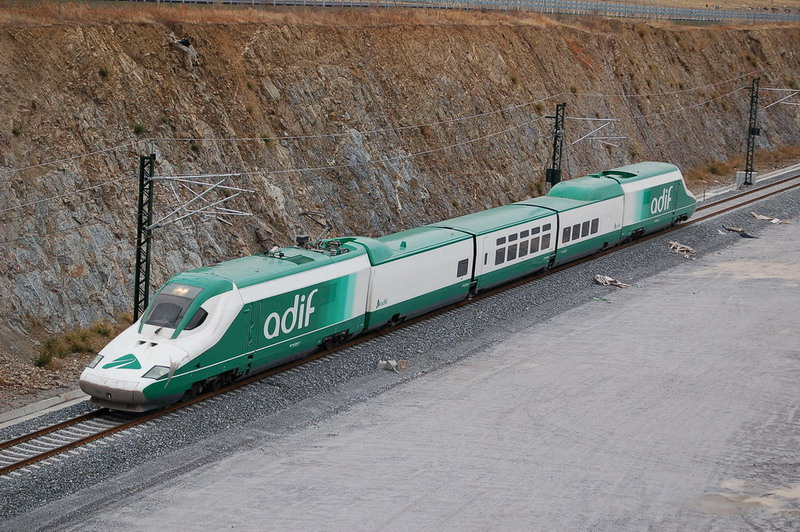
Tren Serie 330 de ADIF, auscultador del sistema Tren-tierra.

El Tren-tierra es un sistema analógico de radiotelefonía utilizado para comunicar trenes con el puesto de mando. Utilizado por varios países europeos.

## Historia
Las comunicaciones por radio entre trenes en España no eran posibles debido a que la orografía del país obliga a que las líneas discurran habitualmente entre valles y túneles, donde no existe cobertura. La necesidad del sistema por motivos de organización y seguridad llevaron a la creación por parte de RENFE de un sistema de comunicación por radio específico para que pudiera funcionar en sus líneas. La implantación del sistema se inició en 1983, desarrollado por AEG, continuado por Alcatel y posteriormente por Arteixo Telecom. Actualmente se encuentra implantado y en uso en la mayor parte de las líneas convencionales.
Las líneas de nueva construcción y las de alta velocidad han abandonado el uso del sistema analógico tren-tierra en favor del sistema más moderno y de señal digital GSM-R.

## Funcionamiento
Los equipos de tren-tierra pueden ser de tres tipos:
- Puesto central: Se sitúa en el puesto de mando o, si existe, en el puesto de CTC. Es donde se sitúa el agente de circulación que puede enviar órdenes a los trenes.
- Puesto fijo: Se sitúan a lo largo de la vía y disponen de antenas para la comunicación con los trenes. Se sitúan estratégicamente para que la cobertura sea completa, incluido en el interior de los túneles.
- Puesto móvil: Se sitúa a bordo del tren o en un equipo portátil, para la comunicación del maquinista o los agentes con el puesto de mando. Se comunica por radio en la banda entre 447 y 459 MHz con el puesto fijo que permita mayor intensidad y calidad de la señal.

La comunicación se realiza siempre entre puesto móvil y puesto central, a través de los puestos fijos, conectados por radio al puesto móvil y por cualquier medio al puesto central. Existe conmutación, por lo tanto conforme el tren avanza va cambiando automáticamente de puesto fijo sin interrumpir la comunicación.
Las comunicaciones entre el tren y el puesto de mando pueden ser de dos tipos: mediante mensajes escritos predefinidos o directamente mediante llamada de voz. Sólo permite una comunicación en cada canal al mismo tiempo, dando preferencia a las llamadas de emergencia. Cada tren que disponga de un puesto móvil, dispone de un panel de tren-tierra con una pantalla donde se reciben los mensajes escritos y con varios botones que permiten operar el sistema.
La red ferroviaria de Adif se divide en diferentes zonas, cada una de las cuales tiene su propio puesto de mando del sistema. Cada zona dispone de un canal diferente al de las zonas contiguas para evitar que los mensajes de diferentes zonas se solapen. El canal se indica mediante dos cifras.
Cuando un tren tenga que circular sin tren-tierra o un sistema similar (como el GSM-R), debe llevar a dos maquinistas a bordo, ya que en caso de quedar inútil en la línea un maquinista debe acercarse a la estación más cercana a pedir socorro mientras el otro queda a cargo del tren. Cuando está disponible el tren-tierra, un solo maquinista puede pedir socorro sin necesidad de abandonar el tren.